# ECVT
ECVT（イーシーブイティー、Electro Continuously Variable Transmissionの略称）は、富士重工業（現・SUBARU）とオランダのVDT（Van Doorne's Transmissie BV; 現Bosch Transmission Technology）との共同開発によって世界で初めて実用化された金属プッシュベルト式無段変速機（CVT）である。ECVTは、電磁クラッチ、前後進切換機構、ベルト・プーリー機構、差動装置（デフ）を含む減速装置、油圧制御装置から構成されている。富士重工業はこれを「電子制御電磁クラッチ式無段変速機」と称した。当初は変速比制御は油圧機械制御であり、フル電子制御化されたのは1997年にヴィヴィオに採用されたスポーツシフトECVTからである。
ECVTの後継であるi-CVTについても本項で記述する。

## 概要
通常のオートマチックトランスミッション（AT）は摩擦クラッチの代わりに流体継手の一種であるトルクコンバータを使っているが、富士重工業はECVTにおいて「電子制御電磁パウダークラッチ」を使った。これはレックス（1980年）・サンバー（1982年）に採用されていたクラッチペダル無しの「オートクラッチ」システムの技術であり、「クリープ現象が無く安全である」と富士重工業は考えていた。無段変速部はスチールベルト式CVTを採用した。
小排気量車にとっては変速ショックのない理想のATとして、富士重工業はECVTをジャスティ（1987年）を皮切りにレックス（1987年）、サンバー（1990年）、ヴィヴィオ（1992年）、ドミンゴ（1994年）と拡大採用していった。
しかし無段変速のATということで、通常のATと違う特性にドライバーは戸惑った。ECVT車のスロットルには、電子スイッチがいくつか取り付けられており、アクセルペダルの踏み込み量（スロットル開度）と共に踏み込み速度を検知して、電磁クラッチの制御を行っていた。電磁クラッチとプーリーの油圧は電子制御であるが、変速比は機械制御のままで、少々癖があった。例えば、完全に停止しないと変速比が低速寄りにならず、停止寸前からの再加速などのとき、エンジンの出力は増加するもののプーリー比は小さいままで、ドライバーの操作に対し、思ったような加速力が得られない弱点がある。これは、変速比も電子制御となったスポーツシフトで改善された。
このCVTが開発された経緯は、クリープ現象を伴わない種類のクラッチを持つCVT車は、ことに発進時、繊細なアクセル操作を行なわなければぎくしゃくして円滑さに欠ける車両挙動を示したため、より滑らかな動作を求めてのことであった。しかし、それでもこの問題の解決には至らなかった上に、最大の売りである電磁クラッチが逆に最大の弱点となった。低速走行時のぎくしゃく感を嫌って上り坂でブレーキを使わずにアクセルペダル操作だけで停止したり、（サンバーにおいては）過積載で走行するような使用方法を続けていると、電磁クラッチに負担がかかって故障が頻発し、ECVTのイメージ悪化の一因となった。
これを反省点として、サンバーおよびヴィヴィオのマイナーチェンジでは、一部グレードを除き通常のトルクコンバーター付きステップATに変更された。

## 歴史
- 1984年2月 - ジャスティ用TB40型を開発したと発表
- 1987年- レックス、ジャスティに搭載
- 1990年- サンバーに搭載
- 1992年3月 - ヴィヴィオに搭載
- 1992年4月 - 日産・マーチ1300にN-CVTとして搭載。のちに日産・マーチ1000にも搭載された
- 1994年- ドミンゴに搭載
- 1997年- ヴィヴィオに「6速マニュアルモード付スポーツシフト」を採用

このほかフィアットへも供給され、パンダとウーノに採用された。また、スズキ・カルタス（2代目ジャスティ欧州仕様）にも搭載された（SCVT搭載のカルタス・コンバーチブルを除く）。
公益社団法人自動車技術会の委員会が「後世に語り継ぐべき特徴を持つ故実」として選定した「日本の自動車技術330選」に、ECVTが選ばれた。

## i-CVT
1998年（平成10年）、富士重工業は新しくi-CVT（インテリジェントCVT）を登場させた。i-CVTでは、電磁粉体クラッチが廃止され、ロックアップ機構付トルクコンバーターが採用された。これによってクリープ現象が復活し、過負荷によるクラッチトラブルも解消されたため、市場の支持を得ることに成功した。プレオ以降は軽自動車の全車種にi-CVTが採用された。
プレオ、R2、R1の一部グレードに搭載された7速マニュアルモード付きi-CVTは、スポーツシフトi-CVT（SS i-CVT）と呼ばれる。
2009年（平成21年）、富士重工業は金属チェーン式リニアトロニックCVTを発表した。2011年（平成23年）には富士重工業が軽自動車の自社製造を終了したことで、富士重工業の金属ベルト式CVTの歴史に幕が下ろされた。

### 搭載車種
- スバル・プレオ（1998年 - 2010年）
- スバル・ステラ（2006年 - 2011年）
- スバル・R2（2003年 - 2010年）
- スバル・R1（2005年 - 2010年）